# Adils krig
Adils krig er en kortfilm fra 2014 instrueret af Frederik Louis Hviid efter manuskript af Morten Pape, Allan Hyde og Frederik Louis Hviid.

## Handling
Adil har kun et brændende ønske: At blive genforenet med sin bror, der for længe siden drog i krig uden ham. Han erfarer dog hurtigt at alting har sin pris og Adil må tilsidesætte sin moral for at kunne udføre en række opgaver for en lyssky gruppe, som til gengæld vil opfylde hans ønske og sende ham ned til sin bror. Dagen oprinder og muligheden for at komme af sted opstår pludselig - men der venter dog en sidste opgave, der skal bevise hans værd som loyal og koldblodig soldat. Snart smuldrer Adils selvforståelse, og grænsen imellem ven og fjende synes at være mere utydelig end nogensinde før.